# Lista odcinków serialu Legit
Poniżej znajduje się lista odcinków serialu telewizyjnego Legit – emitowanego przez amerykańską stację telewizyjną   FX od 17 stycznia 2013 roku do 11 kwietnia 2013 roku oraz stację FXX od 26 lutego 2014 roku do 14 maja 2014 roku. Łącznie powstały 2 sezony, 26 odcinków. W Polsce serial nie był jeszcze emitowany.
| Sezon | Sezon | Odcinki | Premiera sezonu  | Finał sezonu     | Premiera    | Finał       | Wydanie DVD     | Wydanie DVD | Wydanie DVD |
| Sezon | Sezon | Odcinki | Premiera sezonu  | Finał sezonu     | Premiera    | Finał       | Region 1        | Region 2    | Region 4    |
| ----- | ----- | ------- | ---------------- | ---------------- | ----------- | ----------- | --------------- | ----------- | ----------- |
|       | 1     | 13      | 17 stycznia 2013 | 11 kwietnia 2013 | brak danych | brak danych | 7 stycznia 2014 | brak danych | brak danych |
|       | 2     | 13      | 26 lutego 2011   | 14 maja 2014     | brak danych | brak danych | brak danych     | brak danych | brak danych |

## Sezon 1 (2013)
| Nr | #  | Tytuł         | Reżyseria      | Scenariusz                                     | Premiera FX      | Premiera    |
| -- | -- | ------------- | -------------- | ---------------------------------------------- | ---------------- | ----------- |
| 1  | 1  | Pilot         | Peter O'Fallon | Peter O'Fallon & Jim Jefferies                 | 17 stycznia 2013 | brak danych |
| 2  | 2  | Dreams        | Peter O'Fallon | Peter O'Fallon, Jim Jefferies & Rick Cleveland | 24 stycznia 2013 | brak danych |
| 3  | 3  | Love          | Peter O'Fallon | Peter O'Fallon, Jim Jefferies & Rick Cleveland | 31 stycznia 2013 | brak danych |
| 4  | 4  | Anger         | Peter O'Fallon | Peter O'Fallon, Jim Jefferies & Rick Cleveland | 7 lutego 2013    | brak danych |
| 5  | 5  | Justice       | Peter O'Fallon | Peter O'Fallon, Jim Jefferies & Rick Cleveland | 14 lutego 2013   | brak danych |
| 6  | 6  | Family        | Peter O'Fallon | Peter O'Fallon, Jim Jefferies & Rick Cleveland | 21 lutego 2013   | brak danych |
| 7  | 7  | Health        | Peter O'Fallon | Peter O'Fallon, Jim Jefferies & Rick Cleveland | 28 lutego 2013   | brak danych |
| 8  | 8  | Hoarders      | Rick Cleveland | Peter O'Fallon, Jim Jefferies & Rick Cleveland | 7 marca 2013     | brak danych |
| 9  | 9  | Bag Lady      | Peter O'Fallon | Peter O'Fallon, Jim Jefferies & Rick Cleveland | 14 marca 2013    | brak danych |
| 10 | 10 | Cuckoo's Nest | Peter O'Fallon | Peter O'Fallon, Jim Jefferies & Rick Cleveland | 21 marca 2013    | brak danych |
| 11 | 11 | Hat Hair      | Peter O'Fallon | Peter O'Fallon, Jim Jefferies & Rick Cleveland | 28 marca 2013    | brak danych |
| 12 | 12 | Misunderstood | Peter O'Fallon | Peter O'Fallon, Jim Jefferies & Rick Cleveland | 4 kwietnia 2013  | brak danych |
| 13 | 13 | Fatherhood    | Peter O'Fallon | Peter O'Fallon, Jim Jefferies & Rick Cleveland | 11 kwietnia 2013 | brak danych |

## Sezon 2 (2014)
| Nr | #  | Tytuł        | Reżyseria      | Scenariusz                                 | Premiera FXX     | Premiera    |
| -- | -- | ------------ | -------------- | ------------------------------------------ | ---------------- | ----------- |
| 14 | 1  | Loveline     | Peter O'Fallon | Chris Case, Peter O'Fallon & Jim Jefferies | 26 lutego 2014   | brak danych |
| 15 | 2  | Death        | Peter O'Fallon | Jim Jefferies, Chris Case & Peter O'Fallon | 5 marca 2014     | brak danych |
| 16 | 3  | Racist       | Peter O'Fallon | Chris Case, Jim Jefferies & Peter O'Fallon | 12 marca 2014    | brak danych |
| 17 | 4  | Reunion      | Peter O'Fallon | Peter O'Fallon, Jim Jefferies & Chris Case | 19 marca 2014    | brak danych |
| 18 | 5  | Checkmate    | Peter O'Fallon | Peter O'Fallon, Jim Jefferies & Chris Case | 26 marca 2014    | brak danych |
| 19 | 6  | Rub & Slide  | Peter O'Fallon | Jim Jefferies, Chris Case & Peter O'Fallon | 2 kwietnia 2014  | brak danych |
| 20 | 7  | Afghanistan  | Peter O'Fallon | Jim Jefferies, Chris Case & Peter O'Fallon | 9 kwietnia 2014  | brak danych |
| 21 | 8  | Homeless     | Todd Biermann  | Chris Case, Jim Jefferies & Peter O'Fallon | 16 kwietnia 2014 | brak danych |
| 22 | 9  | Licked       | Peter O'Fallon | Peter O'Fallon, Jim Jefferies & Chris Case | 23 kwietnia 2014 | brak danych |
| 23 | 10 | Weekend      | Peter O'Fallon | Jim Jefferies, Chris Case & Peter O'Fallon | 30 kwietnia 2014 | brak danych |
| 24 | 11 | Intervention | Peter O'Fallon | Chris Case, Jim Jefferies & Peter O'Fallon | 7 maja 2014      | brak danych |
| 25 | 12 | Sober        | Peter O'Fallon | Jim Jefferies, Chris Case & Peter O'Fallon | 14 maja 2014     | brak danych |
| 26 | 13 | Honesty      | Peter O'Fallon | Peter O'Fallon, Jim Jefferies & Chris Case | 14 maja 2014     | brak danych |